# Cachapa

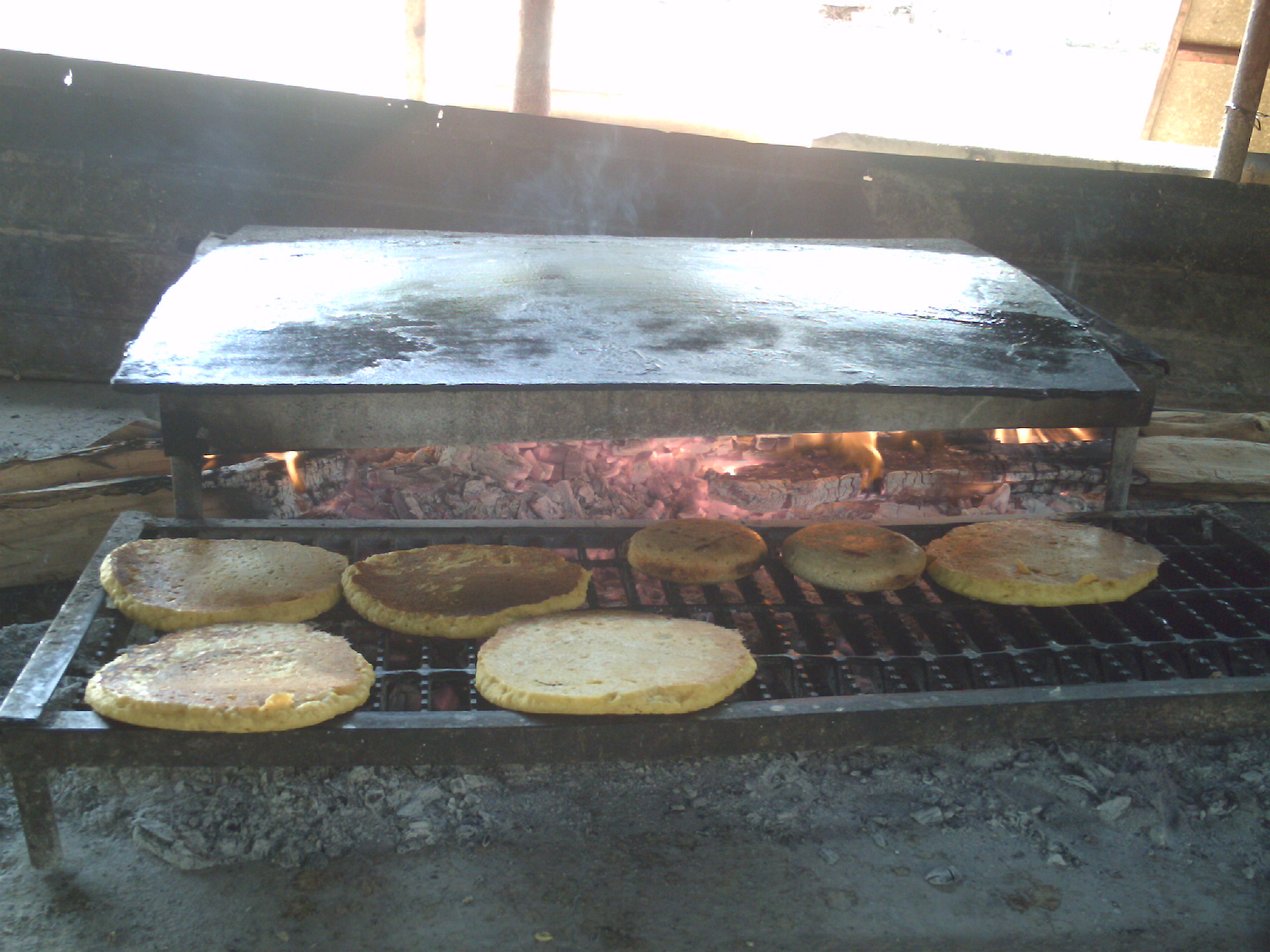
Vorbereitung

Die Cachapa ist ein typisches Gericht Venezuelas. Es ist indianischer Herkunft. Es wird aus gelbem Mais gemacht, der gemahlen und mit Milch oder Wasser, Eiern, Zucker, Salz und Öl gemischt wird, bis es zu einem Teig wird. Es wird gewöhnlich auf flachen Eisenplatten (Budares) gekocht. Man kann die Cachapas allein oder zusammen mit Butter, Käse oder mit vielen anderen Kombinationen (z. B. Guasacacasauce, Salat aus u. a. Tomaten und Avocados) essen.
Es wird zu jeder Zeit gegessen.
Auf dem Land gibt es viele Restaurants, die auf Cachapas spezialisiert sind.